# Frederick Feary
Frederick Feary (n. 10 aprilie 1912, Stockton, California, SUA – d. 20 aprilie 1994, Stockton, California, SUA) a fost un boxer ce a reprezentat Statele Unite ale Americii, medaliat olimpic. A participat la o ediție a Jocurilor Olimpice (1932) în care a câștigat o medalie de bronz.

## Participări
Lista de mai jos prezintă principalele competiții la care a participat Frederick Feary de-a lungul carierei.
- boxing at the 1932 Summer Olympics – heavyweight[*]